# Gran incendio de Nueva Orleans (1788)

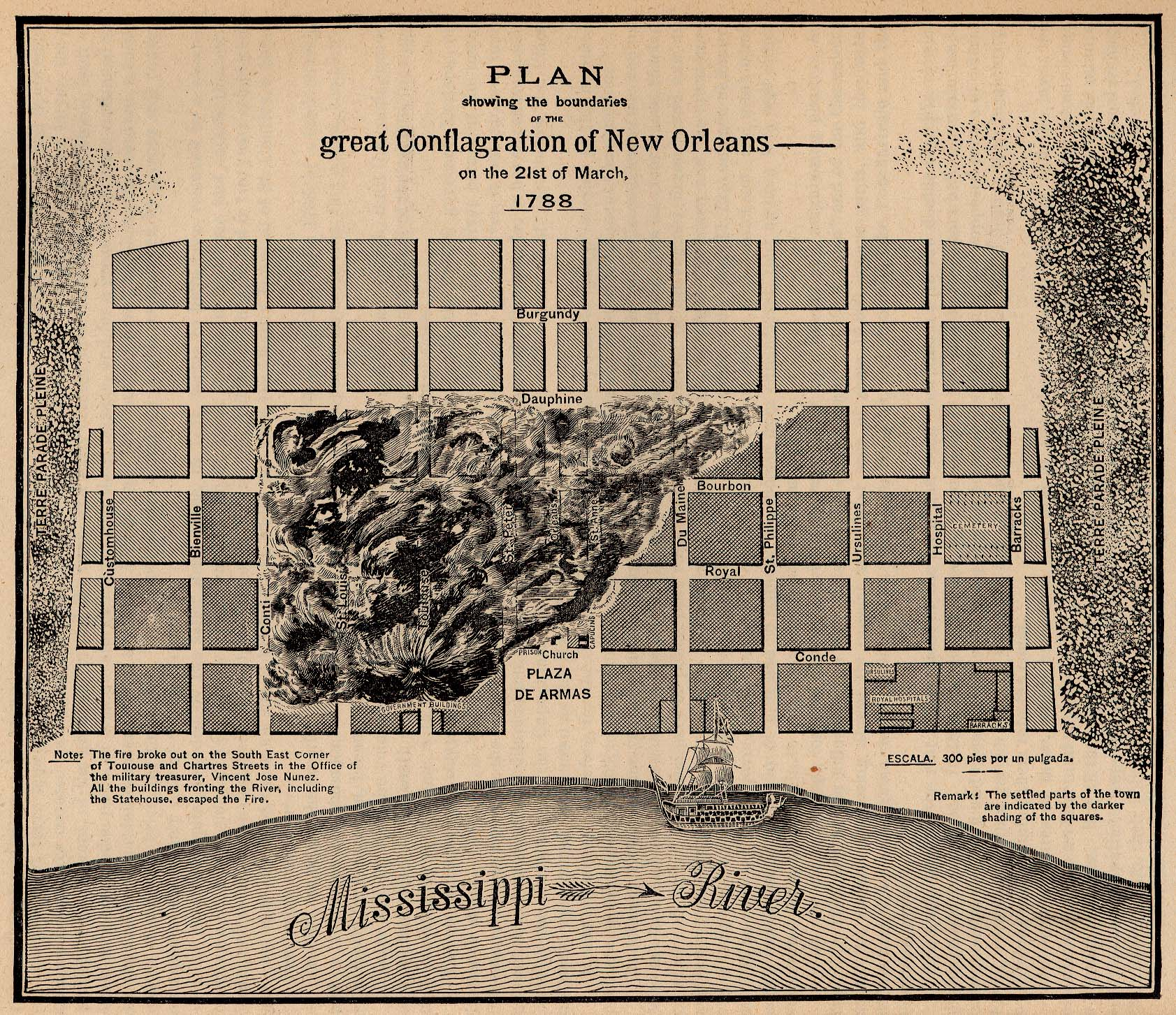
Gran Incendio de Nueva Orleans (1788): el plano muestra las zonas incendiadas detrás de la Plaza de Armas (Jackson Square) hasta la calle Burgundy.

El Gran incendio de Nueva Orleans (1788) destruyó el 21 de marzo de 1788 parte de la ciudad de Nueva Orleans, que por entonces era la capital de la Luisiana española.

## Historia
El fuego se inició a la 1:30 de la tarde del Viernes Santo en la casa del tesorero militar Don Vincente Jose Nuñez, en el 619 de la calle Chartres, esquina con Toulouse, a una manzana de la Plaza de Armas (Jackson Square). El hecho de que el fuego cayera en esa festividad de Viernes Santo, motivó que los curas se opusieron a utilizar las campanas como alarma contra incendios. En unas cinco horas casi toda la ciudad quedó calcinada por el fuego, que fue avivado por el fuerte viento del sureste. El terrible suceso, además de destruir 856 de 1.100 construcciones, prácticamente acabó con los edificios más importante del actual barrio francés, entre ellos la iglesia, edificios municipales, barracones militares, la armería y la cárcel. El gobernador Esteban Rodríguez Miró instaló tiendas de campaña para albergar a decenas de personas sin hogar.
El área del incendio se extendió entre la calle Dauphine y el río Misisipi, y entre la calle Conti, en el sur, y la calle San Felipe, en el norte. Se salvaron los edificios próximos al río, incluyendo la Casa de Aduanas, los almacenes de tabaco, edificio de la Gobernación, el Hospital Real y el convento de las Ursulinas.
Para prevenir futuros incendios, los funcionarios coloniales sustituyeron los edificios de madera por otros con estructuras de mampostería, con patios, paredes gruesas de ladrillo, arcadas y balcones de hierro forjado. Entre los nuevos edificios estaban los del centro de Nueva Orleans (ahora Jackson Square): la catedral de San Luis, el Cabildo y el Presbiterio. Para ello, los fondos y la supervisión de la Catedral y el Cabildo fueron proporcionados por don Andrés Almonaster y Rojas, quien murió antes de que su obra quedara acabada.
Seis años después de la reconstrucción, el 8 de diciembre de 1794, otros 212 edificios quedaron destruidos en un nuevo Gran Incendio. Los incendios del periodo español, y las reconstrucciones en estilo colonial español, supusieron la práctica desaparición de la arquitectura en estilo colonial francés en la ciudad de Nueva Orleans.